# Cereus aethiops
Cereus aethiops là một loài thực vật có hoa trong họ Cactaceae. Loài này được Haw. mô tả khoa học đầu tiên năm 1830.

## Hình ảnh

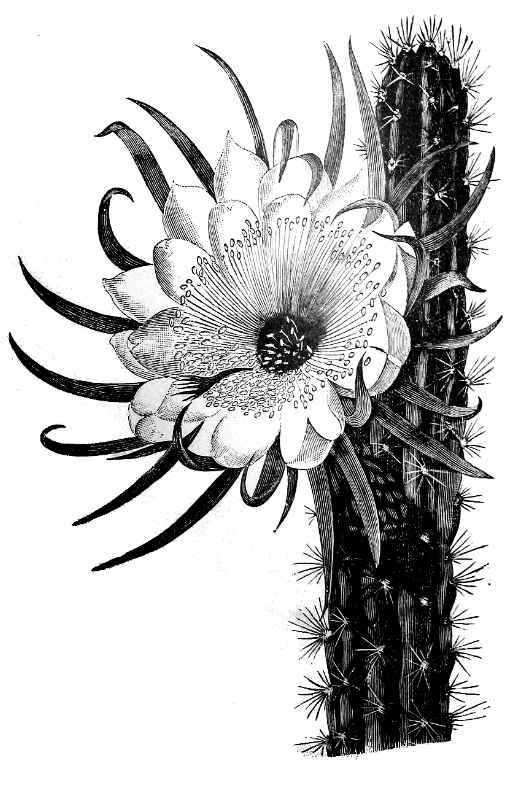
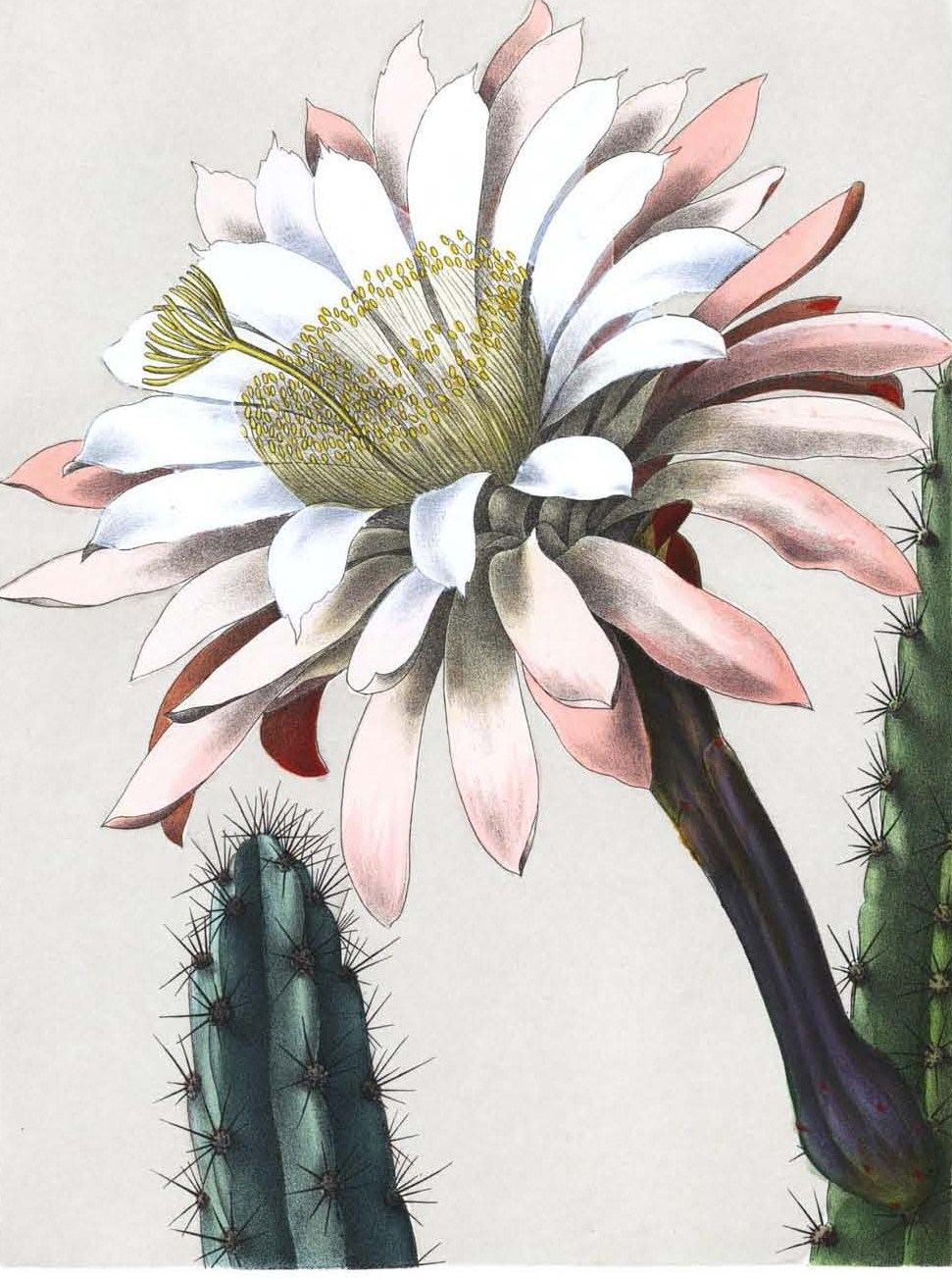
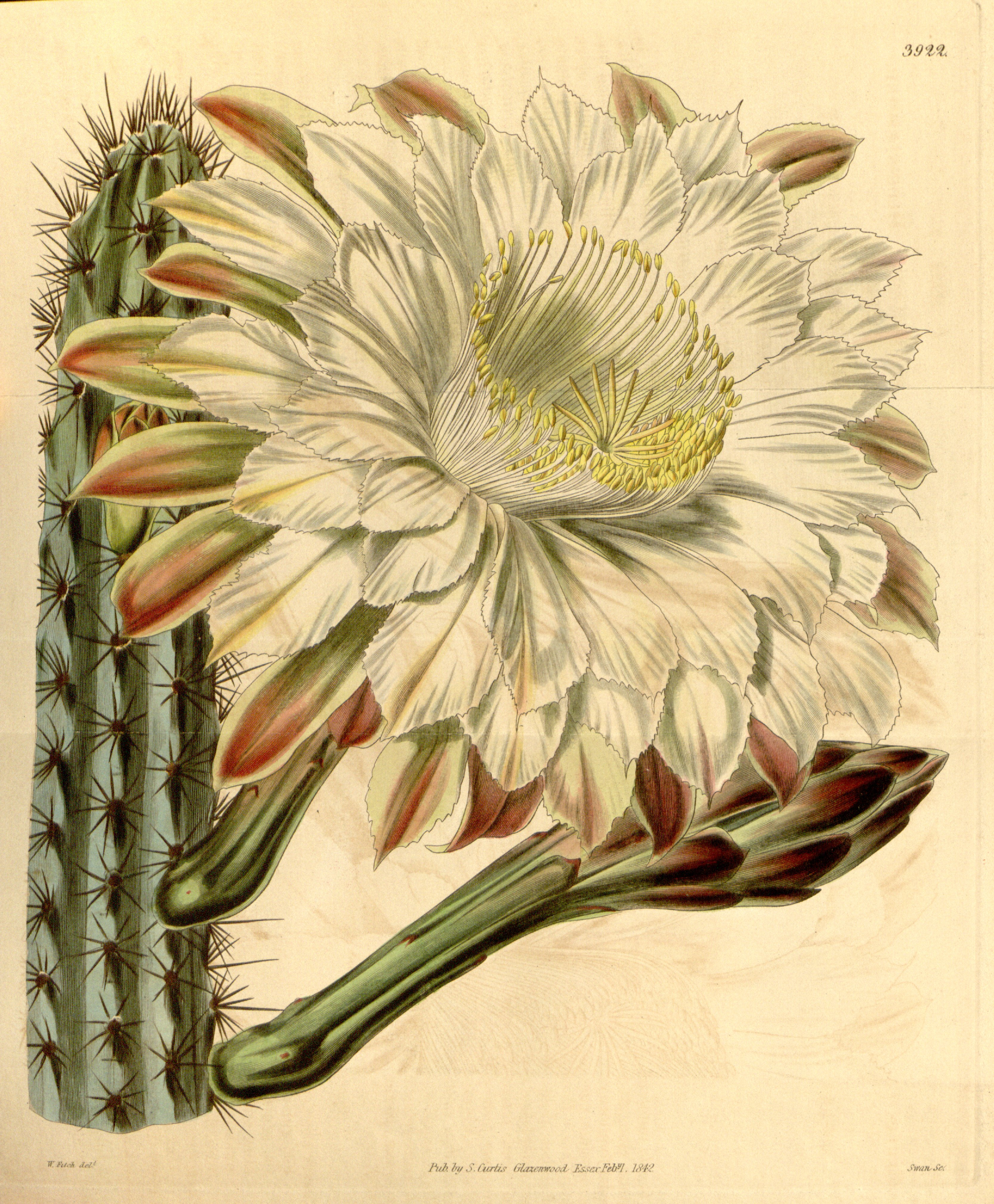
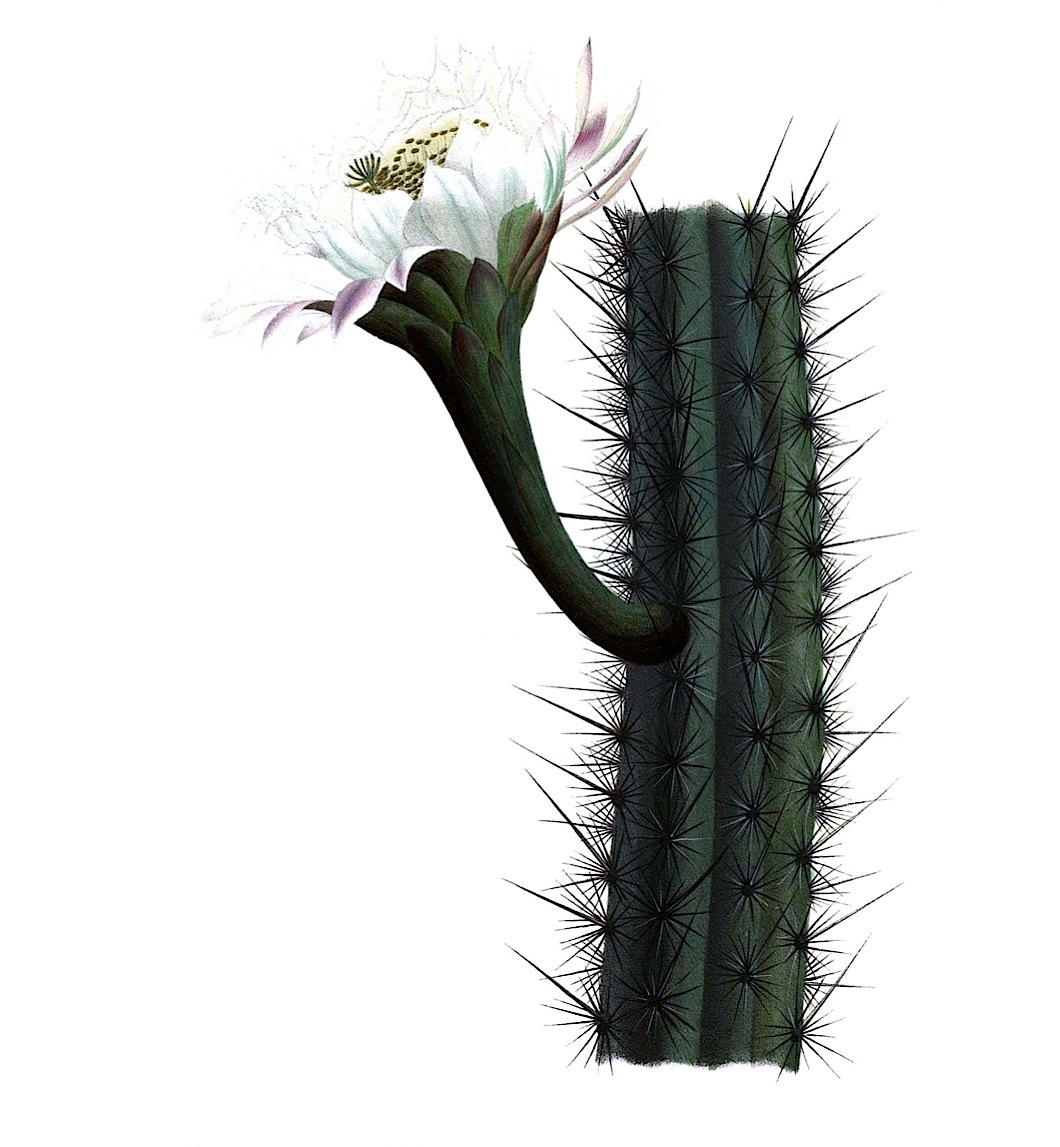